# USS Donald Cook (DDG-75)
«Дональд Кук» (англ. USS Donald Cook (DDG-75)) — ракетний есмінець типу «Арлі Берк». Побудований на верфі Bath Iron Works, приписаний до морської станції Норфолк, штат Вірджинія. Приписаний до 22-ї ескадри підтримки України Атлантичного флоту США. Корабель оснащений системою протиракетної оборони «Іджис» .

## Опис
16 лютого 2012 року міністр ВМС США Рей Мабус оголосив, що «Дональд Кук» — один з чотирьох кораблів, розгорнутих на базі «Рота» в Іспанії . Названий на честь учасника в'єтнамської війни, полковника морської піхоти США, кавалера Медалі Пошани США Дональда Гільберта Кука (1934—1967, помер в полоні від малярії). Це найбільш масовий післявоєнний корабель водотоннажністю понад 5000 тонн: з 1988 року побудовано 62 одиниці, заплановано ще 13.
«Дональд Кук» — ескадрений міноносець ВМС США четвертого покоління, основною зброєю якого є керовані ракети. Головною зброєю «Кука» є крилаті ракети «Томагавк» з дальністю польоту до 2500 кілометрів, здатні нести ядерні заряди. У звичайному і ударному варіантах есмінець оснащений 56 або 96 такими ракетами, відповідно.

## Історія служби
Після спуску на воду в 1998 році був приписаний до П'ятого флоту ВМС США. Корабель брав участь в операції проти Іраку навесні 2003 року.
Вперше до України ракетний есмінець USS Donald Cook (DDG 75) завітав у липні 2007-го року, у 2015 році корабель провів спільні тренування з флагманом ВМС ЗС України фрегатом «Гетьман Сагайдачний» (F130).
З 2014 року есмінець включений в Шостий флот ВМС США. У квітні 2014 корабель пройшов в Чорне море і провів спільні маневри з румунськими ВМС, в грудні 2014 року есмінець знову побував в чорноморських портах Румунії, Болгарії та України. У квітні 2016 року «Дональд Кук» здійснив похід в Балтійське море з відвідуванням литовської Клайпеди.
Під час візиту у січні 2019 року завітав до Грузії де разом з Береговою охороною цієї країни провів спільні тренування.
В ході другого заходу у лютому 2019 року, він відвідав Одесу, де пришвартувався біля 16-го причалу Одеського морського торговельного порту. Наступний візит до Одеси відбувся в жовтні того ж року.

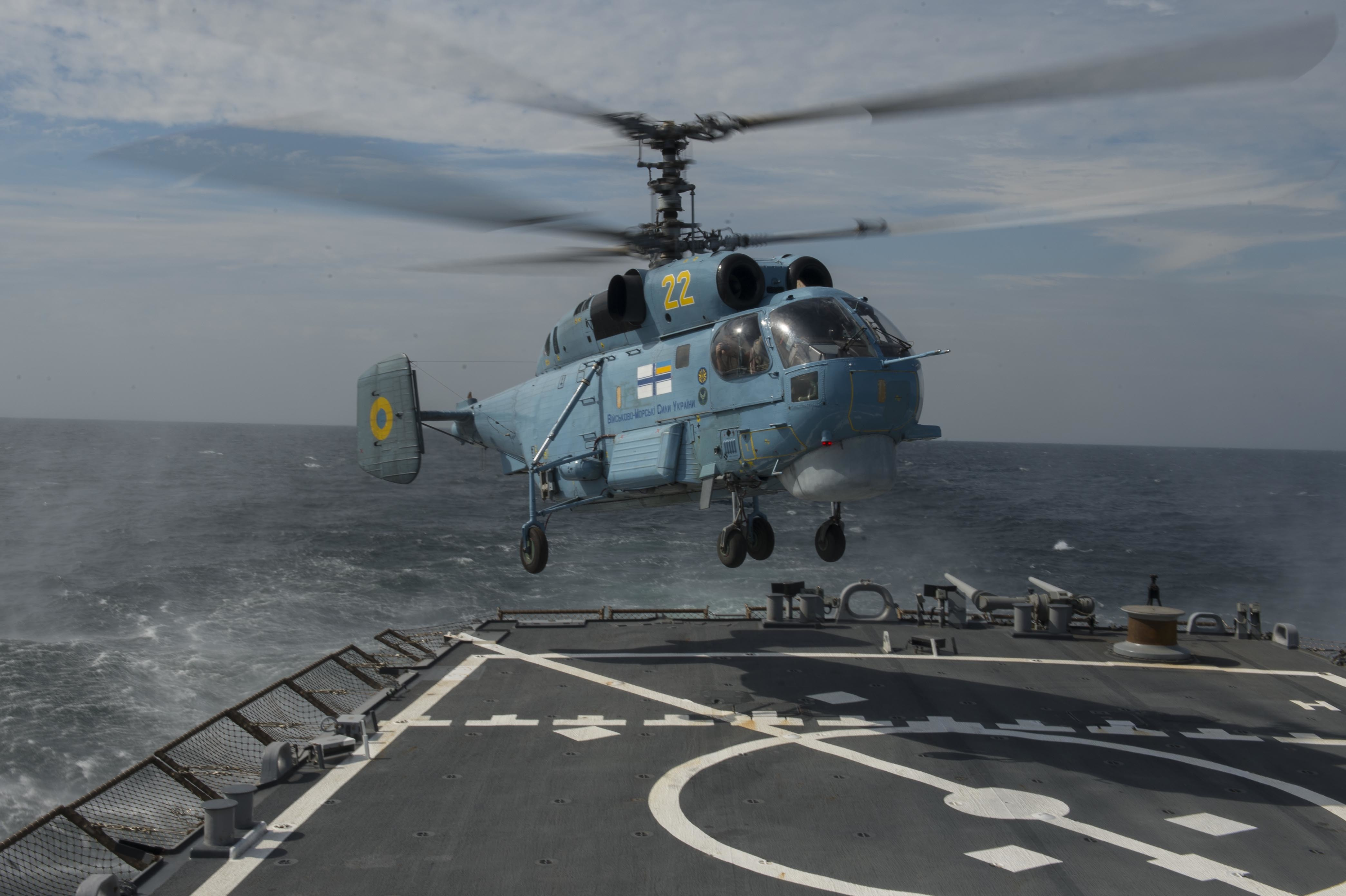
Гвинтокрил Ка-27 ВМС України здійснює посадку на борт «Дональда Кука», 2014 рік.

З 4 лютого бере участь у спільних навчаннях зі флотом Франції та Іспанії.

### Маневри в Чорному морі
В січні 2021 року здійснив черговий (вже восьмий) захід в Чорне море, де взяв участь в маневрах країн-членів НАТО. Військово-морський флот США також залучив до навчання патрульний літак P-8 Poseidon з авіабази Сігонелла в Італії. З боку НАТО були стратегічний літак дальнього радіолокаційного виявлення E-3A. що базуються на авіабазі Гейленкірхен, Німеччина.
А вже 25 січня 2021 року до Чорного моря зайшов корабель комплексного забезпечення USNS Laramie (T-AO 203) ВМФ США. У Чорному морі буде здійснено дозаправлення американського есмінця, що дозволить пробути у морі більший час без заходження у порт.
Наприкінці січня 2021 року (28-29 числа) в Чорному морі есмінці ВМФ США провели багатогалузеву морську операцію за участі розвідувальної та морської авіації.
Для посилення взаємодії між членами НАТО в операції брали участь есмінці USS Porter (DDG-78) і USS Donald Cook (DDG-75).
Також для підтримки флоту було залучено літак дальнього радіолокаційного стеження E-3A та протичовновий літак P-8A.